# Centro de Ciencia de Macao
El Centro de Ciencia de Macao (en chino: 澳門科學館; en portugués: Centro de Ciência de Macau) es un centro de ciencias en Macao al sur de la República Popular China. El proyecto de construcción del centro de ciencias fue concebido en 2001 y se terminó en 2009. El edificio fue diseñado por Pei Partnership Architects en colaboración con I. M. Pei y la construcción comenzó en 2006. El centro fue inaugurado en diciembre de 2009 por el presidente Hu Jintao.
El edificio principal se encuentra en una estructura distintiva, con forma asimétrica, cónica con una pasarela en espiral y un gran atrio interior.

## Imágenes

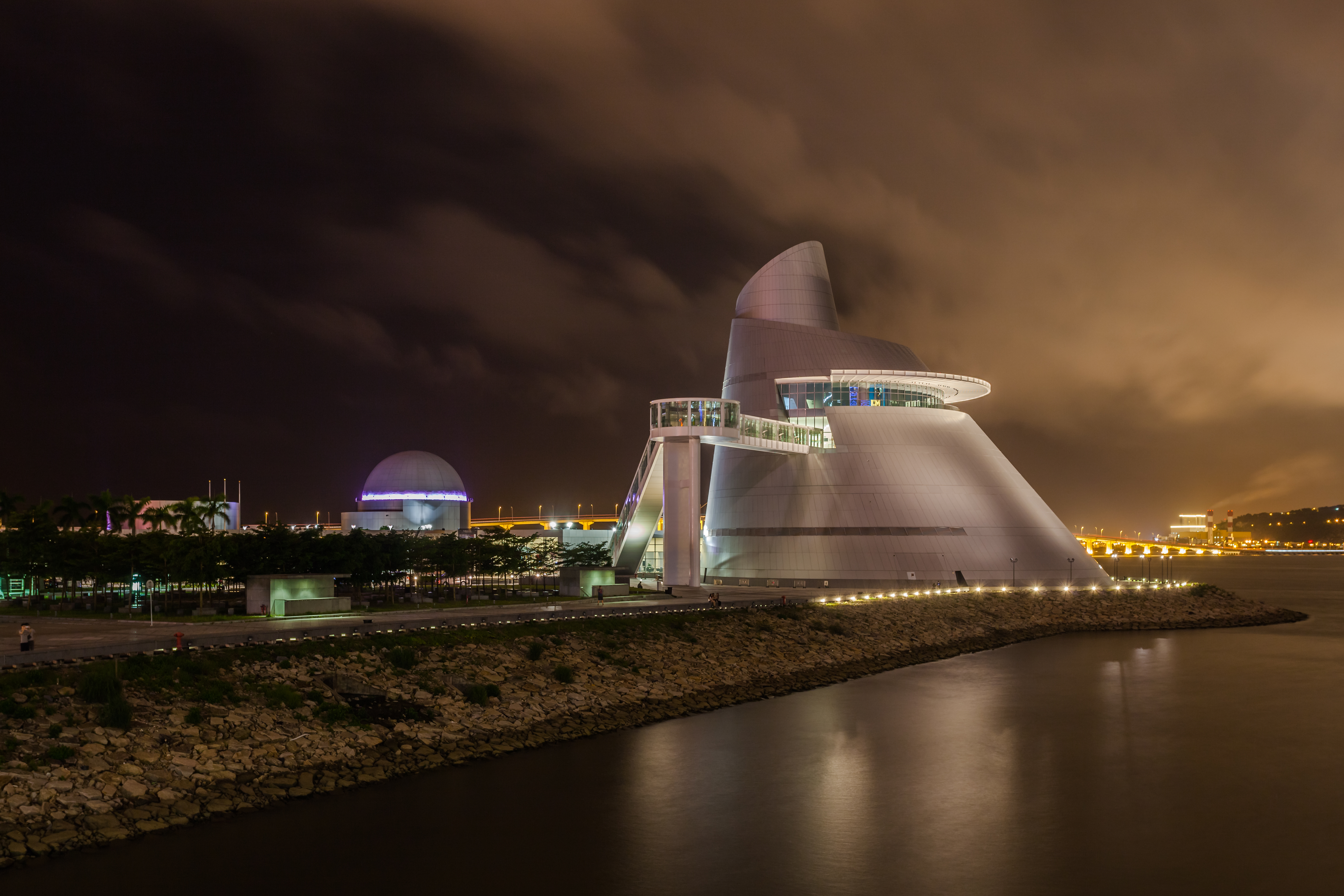
Vista nocturna.
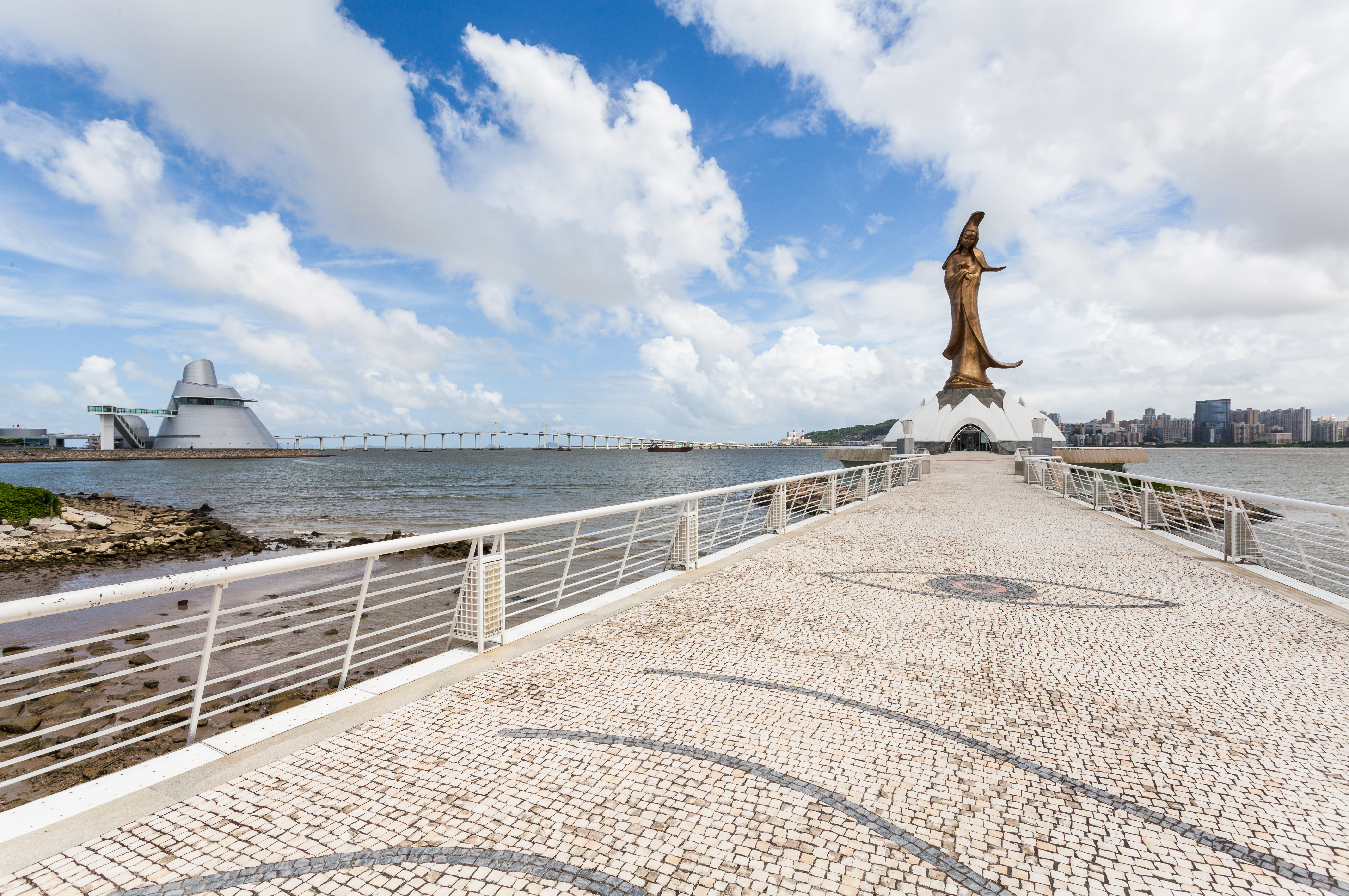
Estatua de Guan Yin, al fondo el Centro de Ciencia.
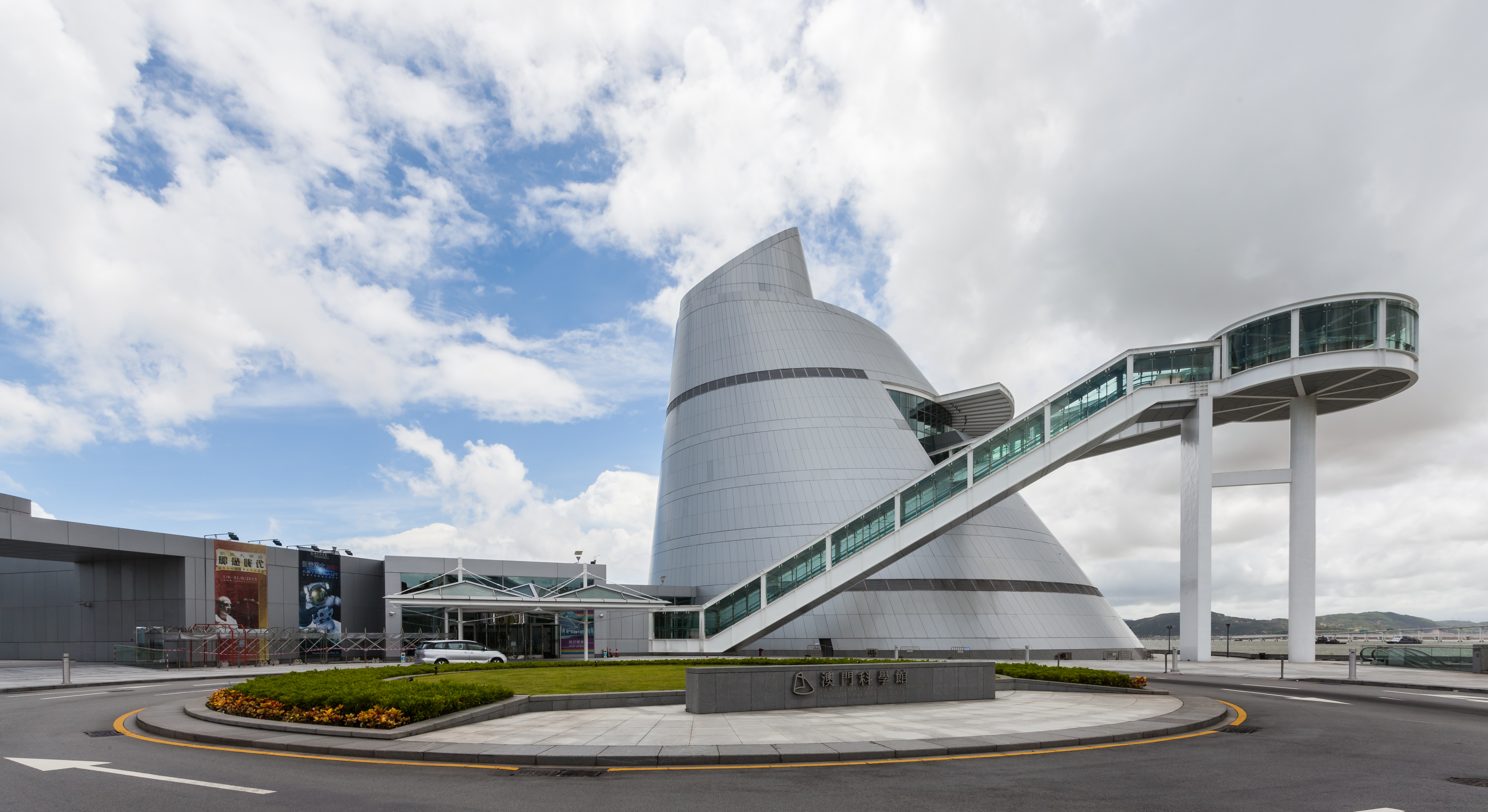
Centro de Ciencia de Macao.